# Gloria Hunniford
Mary Winifred Gloria Hunniford, OBE (10 april 1940) is een Britse radio- en televisiepresentatrice, zangeres en omroepster.
Van de jaren 60 tot de jaren 80 was Hunniford actief als zangeres. Sinds 2009 presenteert ze Rip Off Britain. Ze is tevens regelmatig te zien als verslaggever in This Morning.